# Batalla de Benburb

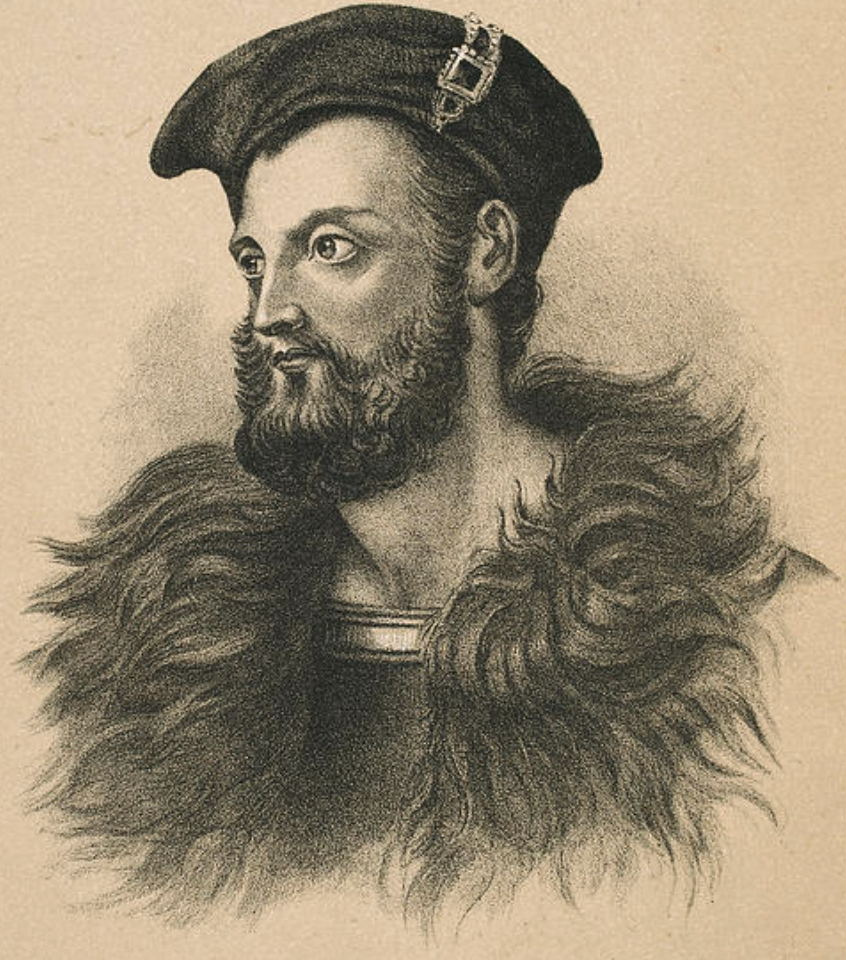
Owen Roe. Year 1845.

La batalla de Benburb tuvo lugar en 1646 durante las guerras confederadas de Irlanda, teatro de las guerras de los Tres Reinos. Se luchó entre las Fuerzas Confederas Irlandesas, bajo el mando de Owen Roe O'Neill y un ejército escocés covenanter comandado por Robert Monro. La batalla finalizó con la decisiva victoria de los Confederados, y puso fin a las esperanzas que tenían los escoceses de conquistar Irlanda e imponer en la isla su propio asentamiento religioso.

## Trasfondo
En 1642 los escoceses habían desembarcado una armada a modo de proteger a sus colonos de las masacres que siguieron a la rebelión de 1641. También contaban con la esperanza de poder conquistar el país a modo de aniquilar el catolicismo e imponer el presbiterianismo como religión estatal. Desembarcaron en Carrickfergus y se unieron a un ejército de colonos británicos que tenía su sede alrededor de Derry y que lo comandaba Robert Stewart. En 1643 limpiaron Ulster de rebeldes irlandeses, pero fueron incapaces de avanzar hacia el sur de mitad de la provincia, la cual se encontraba controlada por Owen Roe O'Neill, el general del ejército Confederado Irlandés de Ulster. Ambos bandos saquearon y mataron a civiles en territorio controlado por su enemigo, de modo que por 1646 una especie de tierra quemada y sin dueño los separaba entre sí. O'Neill comentó que la devastación de Ulster parecía no sólo un desierto, sino el infierno. Los tres ejércitos continuaron invadiendo el territorio de sus respectivos enemigos, pero ninguno de ellos podía organizar los suficientes suministros y recursos para mantener el territorio capturado.
En 1646, Munro y Stewart unieron sus fuerzas, llevando a cabo una gran incursión en el territorio ocupado por la Confederación. De acuerdo a algunos informes, esto consistía en un intento de tomar Kilkenny, la capital de los Confederados; mientras que otras fuentes dicen que tan sólo fue una invasión mayor. De cualquier modo, la combinación de fuerzas británicas era de unos 6.000 soldados. O'Neill, el cual era un general muy prudente, había previamente evitado luchar batallas campales. Sin embargo, recientemente había sido aprovisionado por el nuncio papal Giovanni Battista Rinuccini, con mosquetes, municiones y dinero con el cual pagar los sueldos de sus soldados. Hecho que le permitió poner alrededor de 5.000 hombres en el campo de batalla – un ejército ligeramente inferior que el de su enemigo. Los Covenanters tenían seis cañones, mientras que los Confederados no tenían ninguno.

## La batalla
Munro asumió que O'Neill trataría de evitar su ejército y ordenó a sus soldados marchar a unos 24 kilómetros para interceptar a las fuerzas irlandesas en Benburb, en la parte moderna de Tyrone del sur. Los hombres de Munro se situaron de espaldas al río Blackwater, de cara a las tropas de O'Neill que estaban posicionadas sobre un alzamiento de la tierra. 
La batalla comenzó con la artillería de Munro disparando sobre la posición irlandesa, pero sin conseguir muchas bajas. La caballería escocesa cargó contra la infantería irlandesa, pero fueron incapaces de romper la formación de picas y mosquetes de la Confederación. Al fallar este ataque, O'Neill ordenó a su infantería avanzar, empujando a los escoceses hacia un recodo del río a golpes de pica. En este punto, la fatiga de los soldados Covenanters se volvió contra ellos y gradualmente los empujaron hacia atrás hasta que su formación colapsó. Entonces, la infantería Confederada rompió la desordenada formación escocesa a tiros de mosquete y entonces se abalanzaron sobre ellos con espadas y scians (cuchillos irlandeses grandes). Munro y su caballería huyeron del escenario, y poco después lo hizo su infantería. a un buen número de ellos los rajaron o ahogaron durante la persecución. Los escoceses perdieron entre 2.000 y 3.000 hombres, la mayoría de ellos asesinados durante la escapada; los irlandeses apenas perdieron 300.
La única vez que un ejército Confederado ganó una gran batalla entre 1641 y 1653 fue en Benburb. El ejército de Ulster de O'Neill mostró una disciplina y entrenamiento que se echó en falta en los desastres que tuvieron en la colina de Dungan y en la batalla de Knocknanauss el año siguiente. La victoria de O'Neill consiguió que los escoceses no volviesen a ser una amenaza para los Confederados, pero a pesar de todo, éstos se mantuvieron acampados alrededor de Carrickfergus durante el resto de la guerra. Sin embargo, O'Neill no siguió con su victoria, sino que dirigió a su ejército a interferir en las políticas de la Confederación. En particular, quería asegurarse de que el tratado que el Consejo Supremo Confederado había firmado con los Realistas no se ratificase.